# Monety kolekcjonerskie III RP w 2016
W 2016 roku zostało wyemitowanych 24 monet kolekcjonerskich, 13 srebrnych i 6 złotych, w tym dwie okolicznościowe pięciozłotówki z serii Odkryj Polskę. Poniższa tabela przedstawia listę dotychczas wyemitowanych monet wraz z podstawowymi informacji o nich według stanu na 17 lipca 2016.

## Spis monet
| Moneta                                                              | Nominał     | Stop                                                              | Średnica (mm) | Masa (g) | Nakład | Data emisji | Projektant                                 | Wizerunek    |
| ------------------------------------------------------------------- | ----------- | ----------------------------------------------------------------- | ------------- | -------- | ------ | ----------- | ------------------------------------------ | ------------ |
| 75. rocznica pierwszego zrzutu Cichociemnych                        | 10 złotych  | Ag 925                                                            | 32            | 14,14    | 15 000 | 16 lutego   | Urszula Walerzak                           | Awers Rewers |
| 200. rocznica utworzenia Uniwersytetu Warszawskiego                 | 10 złotych  | Ag 925                                                            | 32            | 14,14    | 20 000 | 25 lutego   | Dominika Karpińska-Kopiec                  | Awers Rewers |
| 200. rocznica utworzenia Uniwersytetu Warszawskiego                 | 200 złotych | Au 900                                                            | 27            | 15,5     | 2 000  | 25 lutego   | Dominika Karpińska-Kopiec                  | Awers Rewers |
| 250. rocznica założenia Mennicy Warszawskiej                        | 5 złotych   | Ag 925                                                            | 40 × 40       | 28,28    | 35 000 | 30 marca    | Robert Kotowicz                            | Awers Rewers |
| 250. rocznica założenia Mennicy Warszawskiej                        | 5 złotych   | Selektywne złocenie, oksydowanie                                  |               |          |        |             |                                            |              |
| Legia Warszawa Seria: Polskie Kluby Piłkarskie                      | 5 złotych   | Ag 925                                                            | 24            | 7,07     | 20 000 | 4 kwietnia  | Grzegorz Pfeifer                           | Awers Rewers |
| Centrum Pieniądza NBP im. Sławomira S. Skrzypka                     | 10 złotych  | Ag 925                                                            | 32            | 14,14    | 40 000 | 18 kwietnia | Dobrochna Surajewska                       | Awers Rewers |
| Centrum Pieniądza NBP im. Sławomira S. Skrzypka                     | 10 złotych  | Selektywne złocenie                                               |               |          |        |             |                                            |              |
| Wrocław – Europejska Stolica Kultury                                | 10 złotych  | Ag 925                                                            | 28,2 × 28,2   | 14,14    | 20 000 | 21 kwietnia | Robert Kotowicz                            | Awers Rewers |
| Wrocław – Europejska Stolica Kultury                                | 100 złotych | Au 900                                                            | 21            | 8        | 2 000  | 21 kwietnia | Robert Kotowicz                            | Awers Rewers |
| 200-lecie Szkoły Głównej Gospodarstwa Wiejskiego w Warszawie        | 10 złotych  | Ag 925                                                            | 28,2 × 28,2   | 14,14    | 20 000 | 4 maja      | Sebastian Mikołajczak                      | Awers Rewers |
| 200-lecie Szkoły Głównej Gospodarstwa Wiejskiego w Warszawie        | 10 złotych  | Farba fluoroscencyjna                                             |               |          |        |             |                                            |              |
| 200-lecie Szkoły Głównej Gospodarstwa Wiejskiego w Warszawie        | 200 złotych | Au 900                                                            | 27            | 15,5     | 2 000  | 21 kwietnia | Robert Kotowicz                            | Awers Rewers |
| Jan Olbracht Seria: Skarby Stanisława Augusta                       | 50 złotych  | Ag 925                                                            | 45            | 62,62    | 6 000  | 14 czerwca  | Robert Kotowicz Anna Wątróbska-Wdowiarska  | Awers Rewers |
| Jan Olbracht Seria: Skarby Stanisława Augusta                       | 500 złotych | Au 999                                                            | 45            | 62,62    | 600    | 14 czerwca  | Robert Kotowicz Anna Wątróbska-Wdowiarska  | Awers Rewers |
| Dukat Zygmunta Starego Seria: Historia Monety Polskiej              | 20 złotych  | Ag 925                                                            | 38,61         | 28,28    | 20 000 | 14 czerwca  | Dominika Karpińska-Kopiec                  | Awers Rewers |
| Dukat Zygmunta Starego Seria: Historia Monety Polskiej              | 20 złotych  | Selektywne złocenie                                               |               |          |        |             |                                            |              |
| Polska Reprezentacja Olimpijska Rio de Janeiro 2016                 | 10 złotych  | Ag 925                                                            | 32            | 14,14    | 30 000 | 26 lipca    | Robert Kotowicz                            | Awers Rewers |
| Polska Reprezentacja Olimpijska Rio de Janeiro 2016                 | 200 złotych | Au 900                                                            | 27            | 15,5     | 2000   | 26 lipca    | Robert Kotowicz                            | Awers Rewers |
| Olga Boznańska Seria: Polscy Malarze XIX/XX wieku                   | 20 złotych  | Ag 925                                                            | 40x28         | 28,28    | 20 000 | 14 września | Urszula Walerzak                           | Awers Rewers |
| Olga Boznańska Seria: Polscy Malarze XIX/XX wieku                   | 20 złotych  | Moneta w kształcie prostokątnej klipy z tampodrukiem na rewersie. |               |          |        |             |                                            |              |
| Józef Haller Seria: Stulecie odzyskania przez Polskę niepodległości | 10 złotych  | Ag 925                                                            | 32x22,4       | 14,14    | 20 000 | 8 listopada | Dobrochna Surajewska                       | Awers Rewers |
| Józef Haller Seria: Stulecie odzyskania przez Polskę niepodległości | 10 złotych  | Moneta w kształcie prostokątnej klipy.                            |               |          |        |             |                                            |              |
| Józef Haller Seria: Stulecie odzyskania przez Polskę niepodległości | 100 złotych | Au 900                                                            | 21            | 8        | 2000   | 8 listopada | Dobrochna Surajewska Sebastian Mikołajczak | Awers Rewers |
| Aleksander Jagiellończyk Seria: Skarby Stanisława Augusta           | 50 złotych  | Ag 925                                                            | 45            | 62,62    | 6 000  | 7 grudnia   | Robert Kotowicz Anna Wątróbska-Wdowiarska  | Awers Rewers |
| Aleksander Jagiellończyk Seria: Skarby Stanisława Augusta           | 500 złotych | Au 999                                                            | 45            | 62,62    | 600    | 7 grudnia   | Robert Kotowicz Anna Wątróbska-Wdowiarska  | Awers Rewers |
| Szeląg, talar Stefana Batorego Seria: Historia Monety Polskiej      | 20 złotych  | Ag 925                                                            | 38,61         | 28,28    | 20 000 | 7 grudnia   | Urszula Walerzak                           | Awers Rewers |
| 35. rocznica pacyfikacji kopalni „Wujek”                            | 10 złotych  | Ag 925                                                            | 32            | 14,14    | 20 000 | 14 grudnia  | Dobrochna Surajewska                       | Awers Rewers |